# Anne Charlotte Leffler
Anne Charlotte Edgren-Leffler, duquessa de Caianello (1 d'octubre de 1849 - 21 d'octubre de 1892), fou una escriptora sueca.

## Biografia
Ella era la filla del director de l'escola John Olof Leffler i Gustava Wilhelmina Mittag. El seu germà era el conegut matemàtic Gösta Mittag-Leffler. Leffler fou inicialment educada en un establiment privat i després va ser estudiant de la Wallinska skolan a partir de l'edat de tretze anys, en aquell moment potser l'escola més progressista oberta a dones a Estocolm.
El seu primer volum d'històries va aparèixer l'any 1869, però la primera a la qual es va atribuir el seu nom va ser Ur lifvet ("De la vida", 1882), una sèrie d'esbossos realistes dels cercles superiors de la societat sueca, seguits per altres tres col·leccions amb el mateix títol. Les seves primeres obres, Skådespelerskan ("L'actriu", 1873), i les seves successores, les va escriure anònimament a Estocolm, però l'any 1883 la seva reputació va ser establerta per l'èxit de Sanna qvinnor ("Dones Veritables") i En räddande engel ("Àngel de l'Alliberament"). Sanna Kvinnor va atacar contra la falsa feminitat, i va ser ben rebuda a Alemanya, així com a Suècia.
Anne Leffler es va casar amb G. Edgren l'any 1872, però cap a 1884 es va separar del seu marit, que no compartia les seves opinions. Va passar algun temps a Anglaterra i l'any 1885 va produir Hur man gör gott ("Com es fa el bé"), seguit l'any 1888 per Kampen för lyckan ("La lluita per la felicitat"), amb la que va ser ajudada per Sofia Kovalevskaya. Un altre volum de la sèrie Ur Lifvet va aparèixer l'any 1889, i Familjelycka ("Felicitat domèstica", 1891) va ser llançada a l'any següent al seu segon matrimoni, amb el matemàtic italià Pasquale del Pezzo, duc de Caianello.
La seva escriptura dramàtica forma una baula entre Ibsen i Strindberg, i la seva virilitat masculina, la seva absència de prejudicis i la seva franquesa li van valer a Suècia una gran estimació. El seu últim llibre va ser una biografia (1892) de la seva amiga Sófia Kovalévskaia, a manera d'introducció a l'autobiografia de Sonya. Una traducció anglesa (1895) de Annie de Furuhjelm i A. M. Clive Bayley conté una nota biogràfica sobre Fräu Edgren-Leffler de Lily Wolffsohn, basada en fonts privades.
Leffler va morir l'any 1892 a causa de complicacions de la seva apendicitis a Nàpols, Itàlia.